# Звягин, Алексей Михайлович
Алексей Михайлович Звягин — советский хозяйственный, государственный и политический деятель, Герой Социалистического Труда.

## Биография
Родился в 1914 году в селе Белая Глина. Член КПСС.
С 1930 года — на хозяйственной, общественной и политической работе. В 1930—1985 гг. — колхозный коннонарочный, счетовод, старший пионервожатый при политотделе машинно-тракторной станции, завхоз МТС, секретарь комсомольской организации на сырном заводе, в армии, заместитель председателя колхоза имени 1-го Мая, председатель Белоглинского районного совета Осоавиахима, председатель колхоза имени XVII партсъезда, участник Великой Отечественной войны, в эвакуации, заведующий Белоглинским райсельхозотделом, председатель колхоза имени Ленина Белоглинского района Краснодарского края.
Указом Президиума Верховного Совета СССР от 7 декабря 1973 года присвоено звание Героя Социалистического Труда с вручением ордена Ленина и золотой медали «Серп и Молот».
Делегат XXII съезда КПСС.
Умер в Белой Глине в 2000 году.